# Snuitmotten
De snuitmotten (Pyralidae), ook wel lichtmotten genoemd, zijn een familie van vlinders in de superfamilie Pyraloidea. Meer dan 850 soorten vlinders in Europa behoren tot deze familie. Wereldwijd telt de familie ruim 6000 soorten, die vooral in de tropen leven.

## Systematische positie
De familie wordt samen met de grasmotten (Crambidae) in een superfamilie geplaatst. Sommige auteurs beschouwen de grasmotten echter als een onderfamilie van de Pyralidae. De gecombineerde familie is dan een van de grootste binnen de vlinders. Bij de herziening door Munroe & Solis, in Kristensen (1999) behielden de Crambidae hun status als zelfstandige familie en ook bij de revisie van de orde door Van Nieukerken et al. (2011) bleven de grasmotten als zelfstandige familie gehandhaafd.

## Kenmerken
Deze vlinders kunnen brede of smalle voorvleugels hebben en brede en afgeronde achtervleugels. De tasters van sommige soorten zijn uitgegroeid tot een lange snuit. De meeste zijn vrij onopvallend gekleurd. De vleugelspanwijdte varieert van 1 tot 4,6 cm.

## Leefwijze
Een aantal soorten heeft zich als "voorraadmot" ontwikkeld, en kan zich manifesteren als plaaginsect. Aan de andere kant is Cactoblastis cactorum juist weer ingezet als biologische bestrijder van cactussoorten.

## Voortplanting
De eieren worden afgezet aan de onderkant van bladeren.

## Verspreiding en leefgebied
Deze familie komt wereldwijd voor in warmere streken op planten, van waterplanten tot bomen.

## Onderfamilies
- Chrysauginae (circa 400 soorten)
- Epipaschiinae (572 soorten)
- Galleriinae (circa 300 soorten)
- Phycitinae (circa 4000 soorten)
- Pyralinae (meer dan 900 soorten)

## Enkele soorten
- Achroia grisella - Kleine wasmot
- Acrobasis advenella
- Acrobasis consociella
- Acrobasis marmorea
- Acrobasis repandana
- Acrobasis sodalella
- Acrobasis suavella
- Acrobasis tumidana
- Aglossa caprealis
- Aglossa pinguinalis
- Assara terebrella
- Aphomia sociella - Hommelnestmot
- Cactoblastis cactorum
- Cryptoblabes gnidiella
- Dioryctria abietella - Sparappelboorder
- Dioryctria schuetzeella - Donkere sparappelboorder
- Dioryctria sylvestrella
- Endotricha flammealis
- Ephestia elutella
- Ephestia kuehniella
- Etiella zinckenella
- Euzophera pinguis
- Galleria mellonella - Grote wasmot
- Homoeosoma nebulella
- Homoeosoma nimbella
- Homoeosoma sinuella
- Hypsopygia costalis
- Hypsopygia glaucinalis
- Khorassania compositella
- Matilella fusca
- Myelois circumvoluta
- Nephopterix angustella
- Nyctegretis lineana
- Oncocera semirubella
- Ortholepis betulae
- Paralipsa gularis
- Pempelia palumbella
- Pempeliella ornatella
- Phycita roborella
- Plodia interpunctella - Indische meelmot
- Pyralis farinalis
- Rhinogradentia steineri
- Rhodophaea formosa
- Sciota adelphella
- Sciota rhenella
- Synaphe punctalis
- Zophodia grossulariella

## Foto's

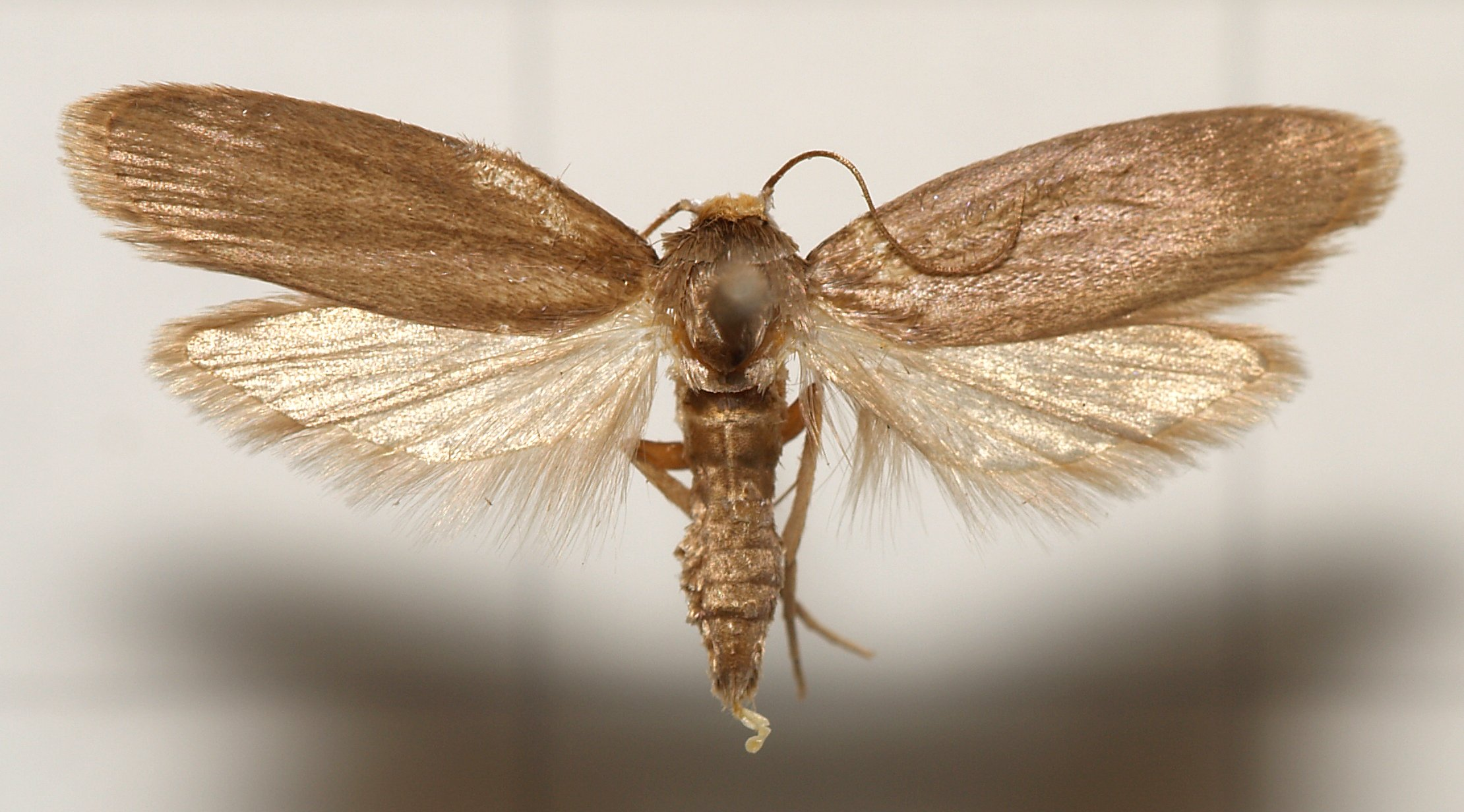
Achroia grisella Kleine wasmot
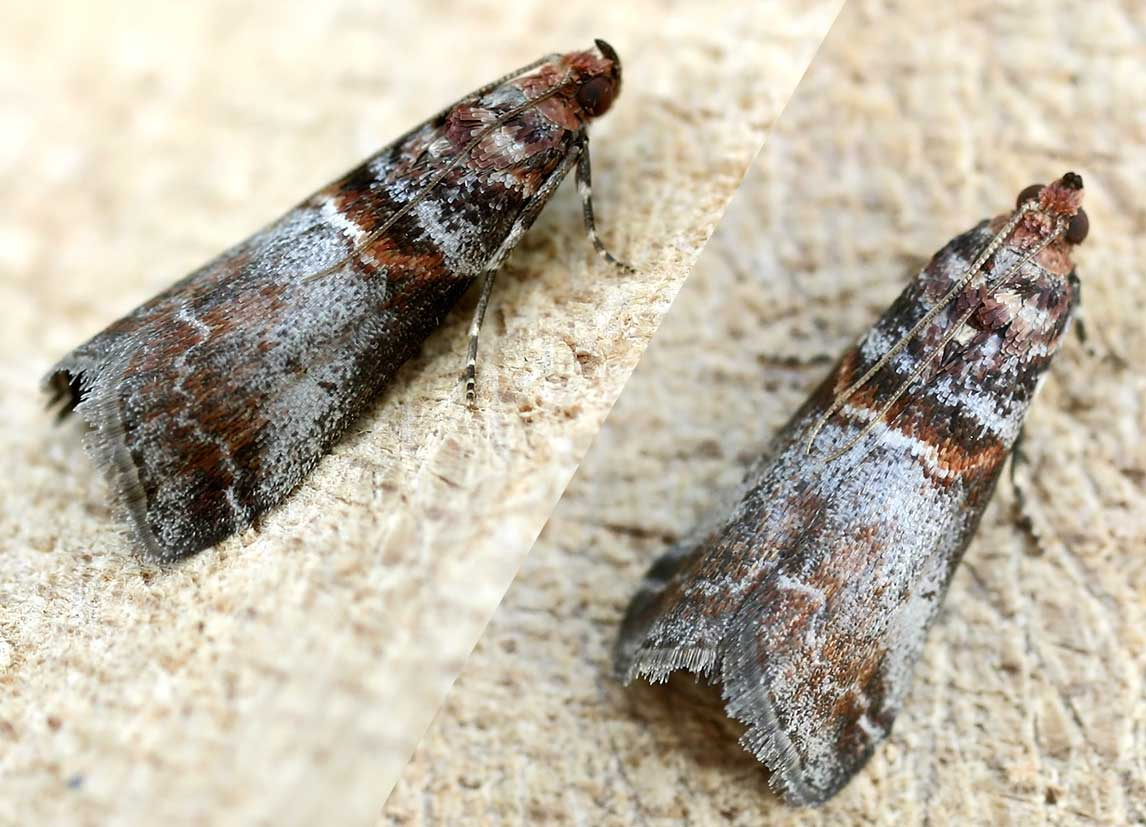
Acrobasis advenella
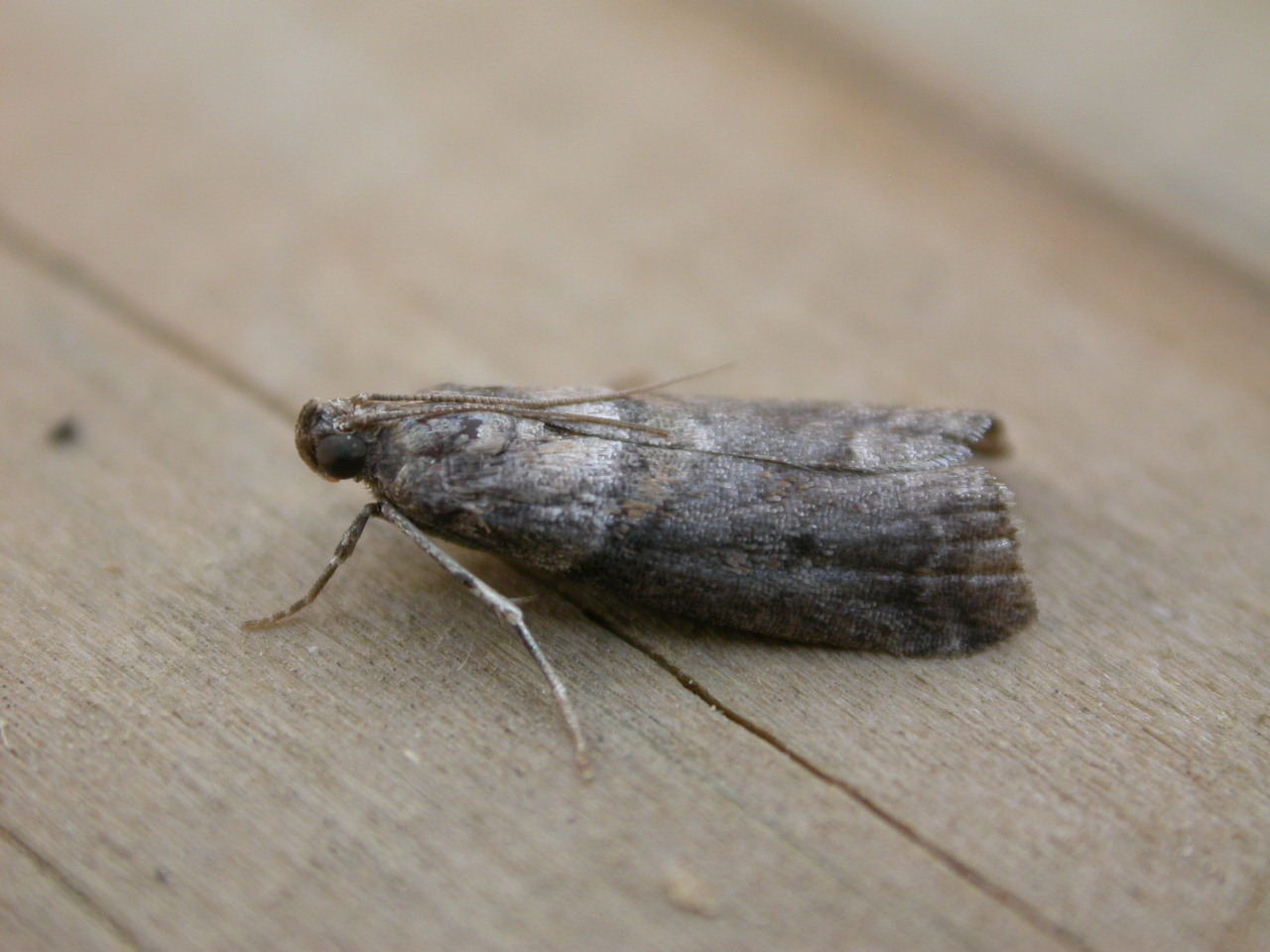
Acrobasis consociella
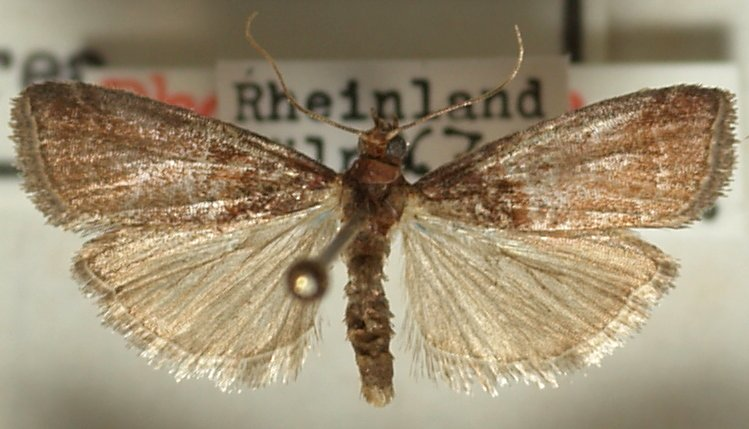
Acrobasis marmorea
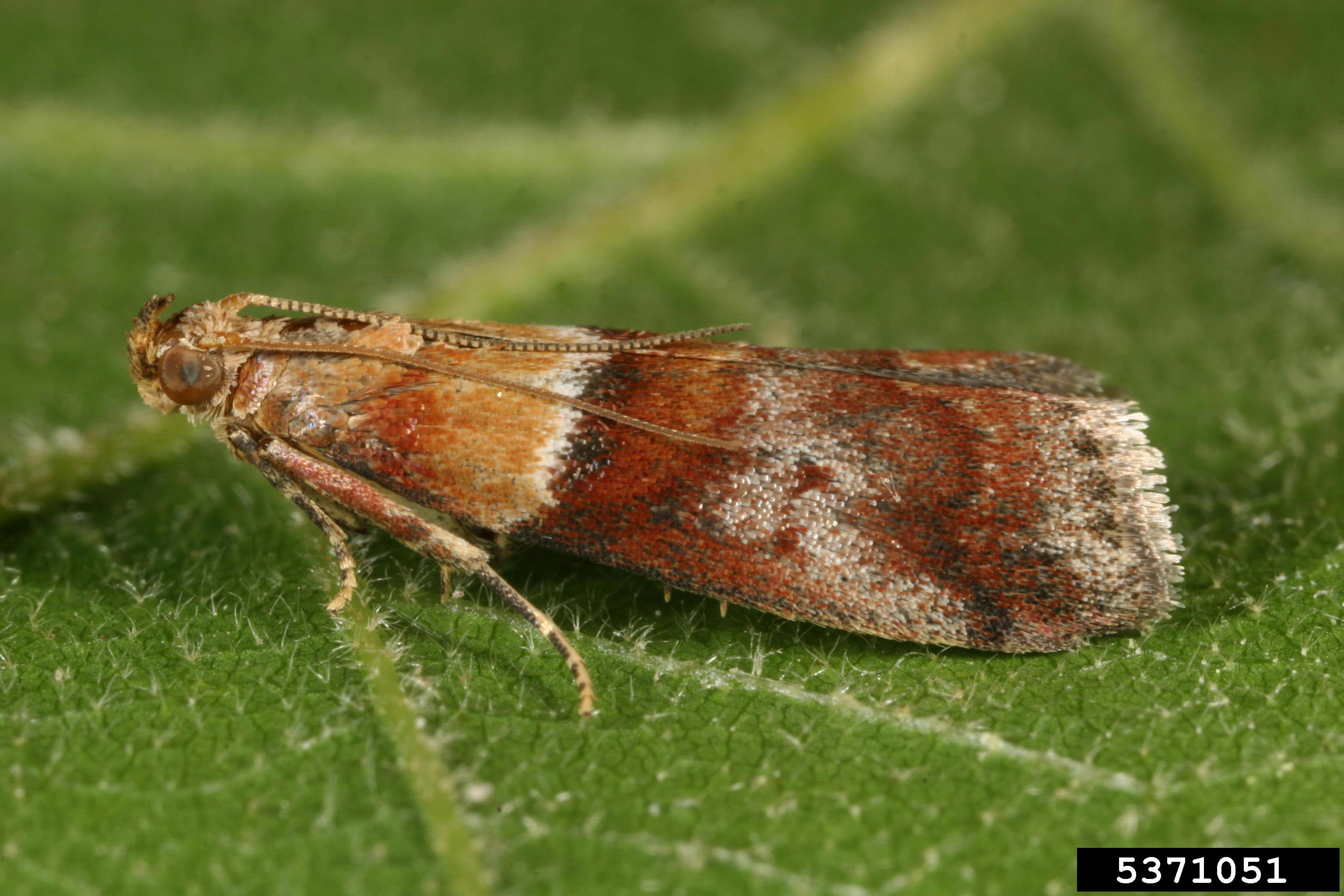
Acrobasis repandana
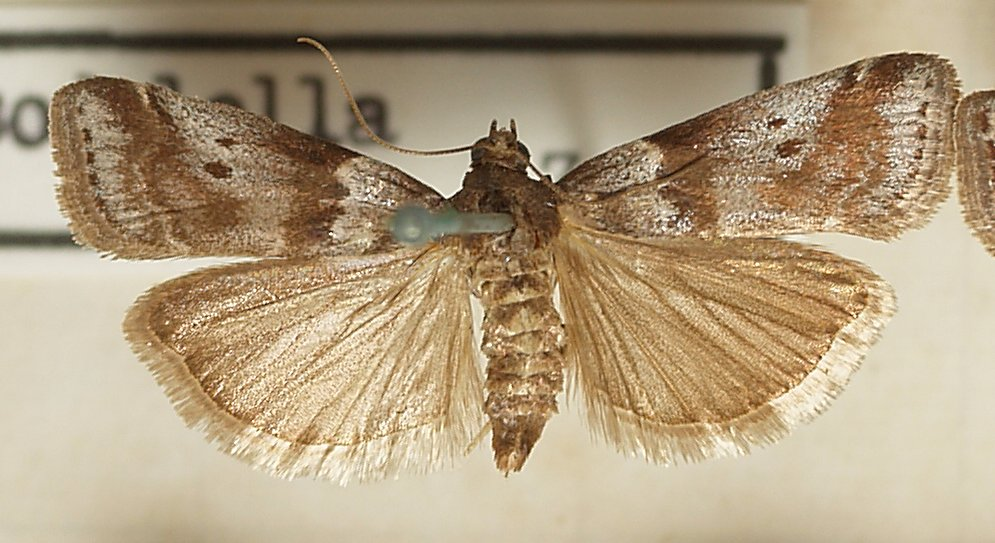
Acrobasis sodalella
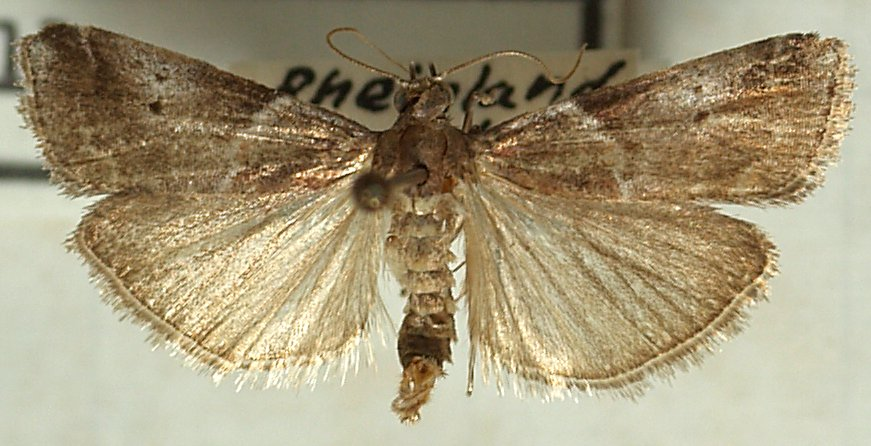
Acrobasis suavella
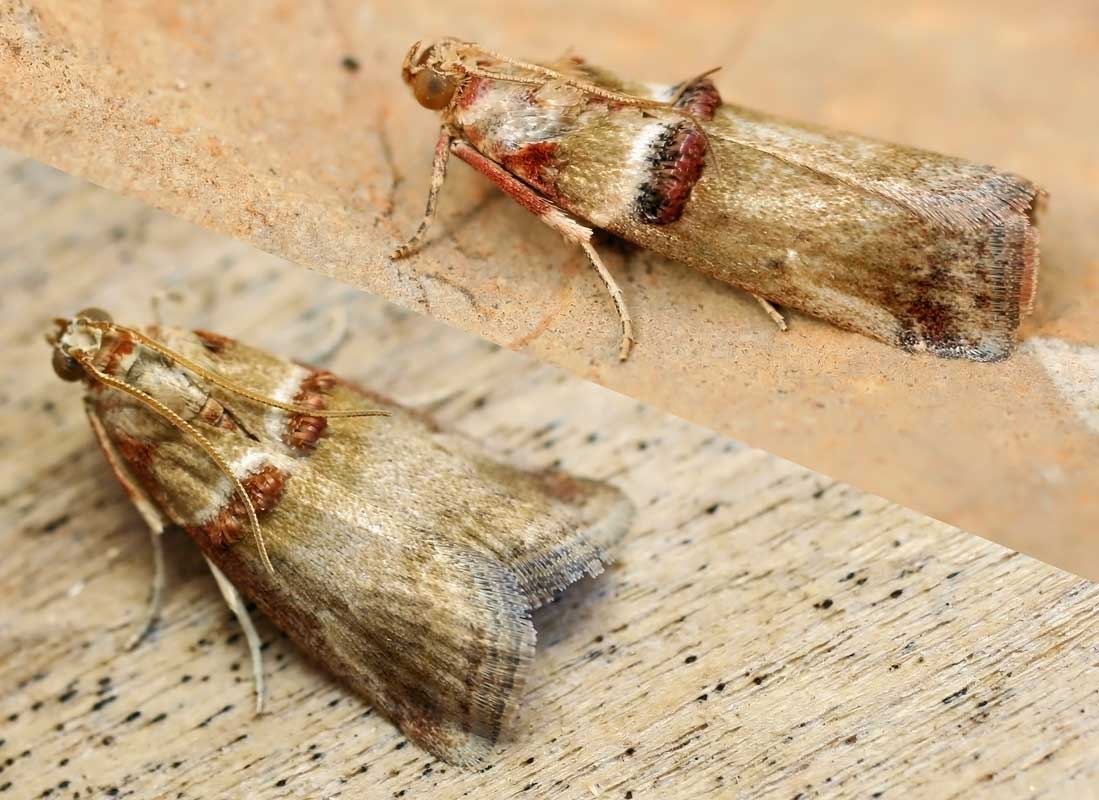
Acrobasis tumidana
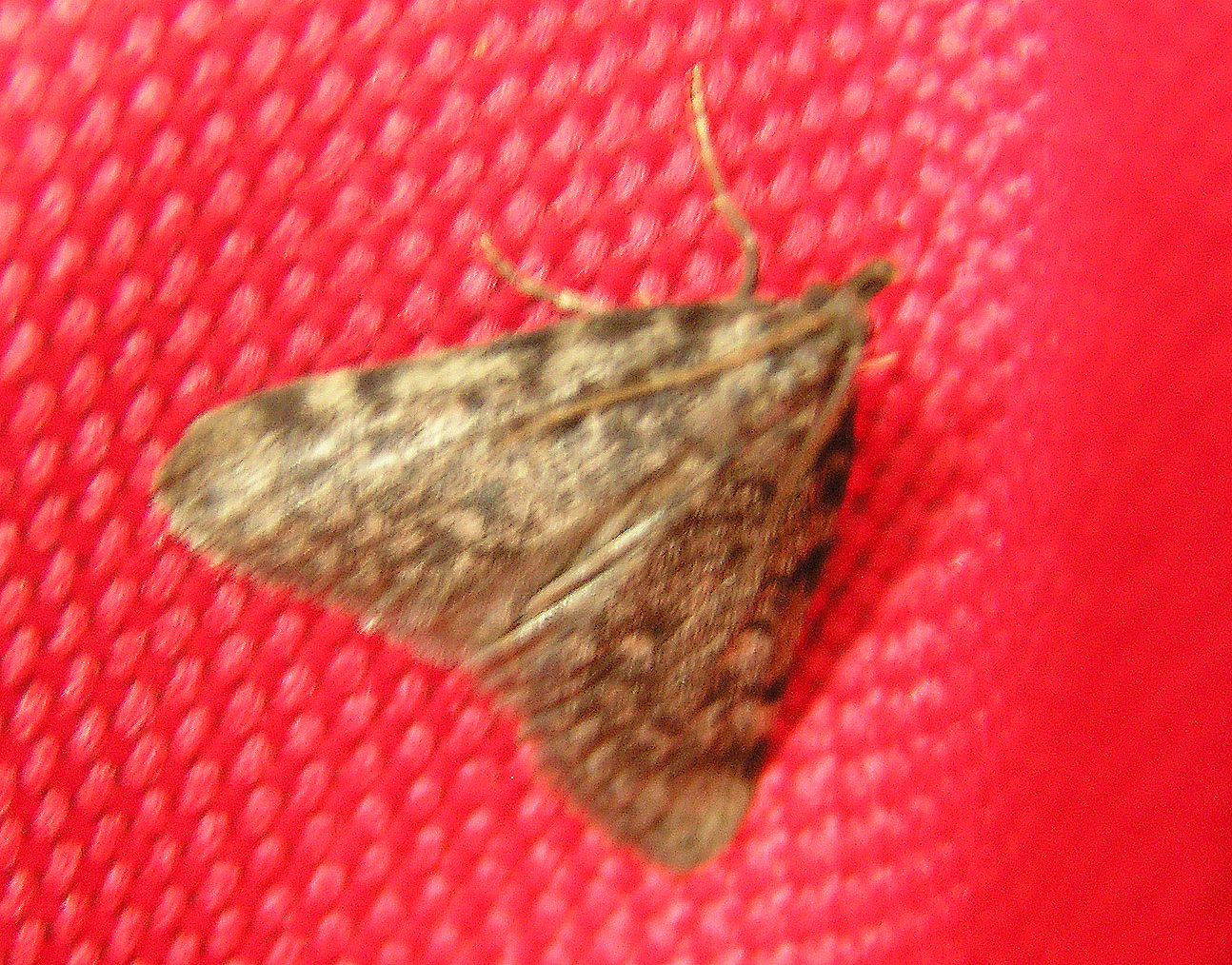
Aglossa pinguinalis
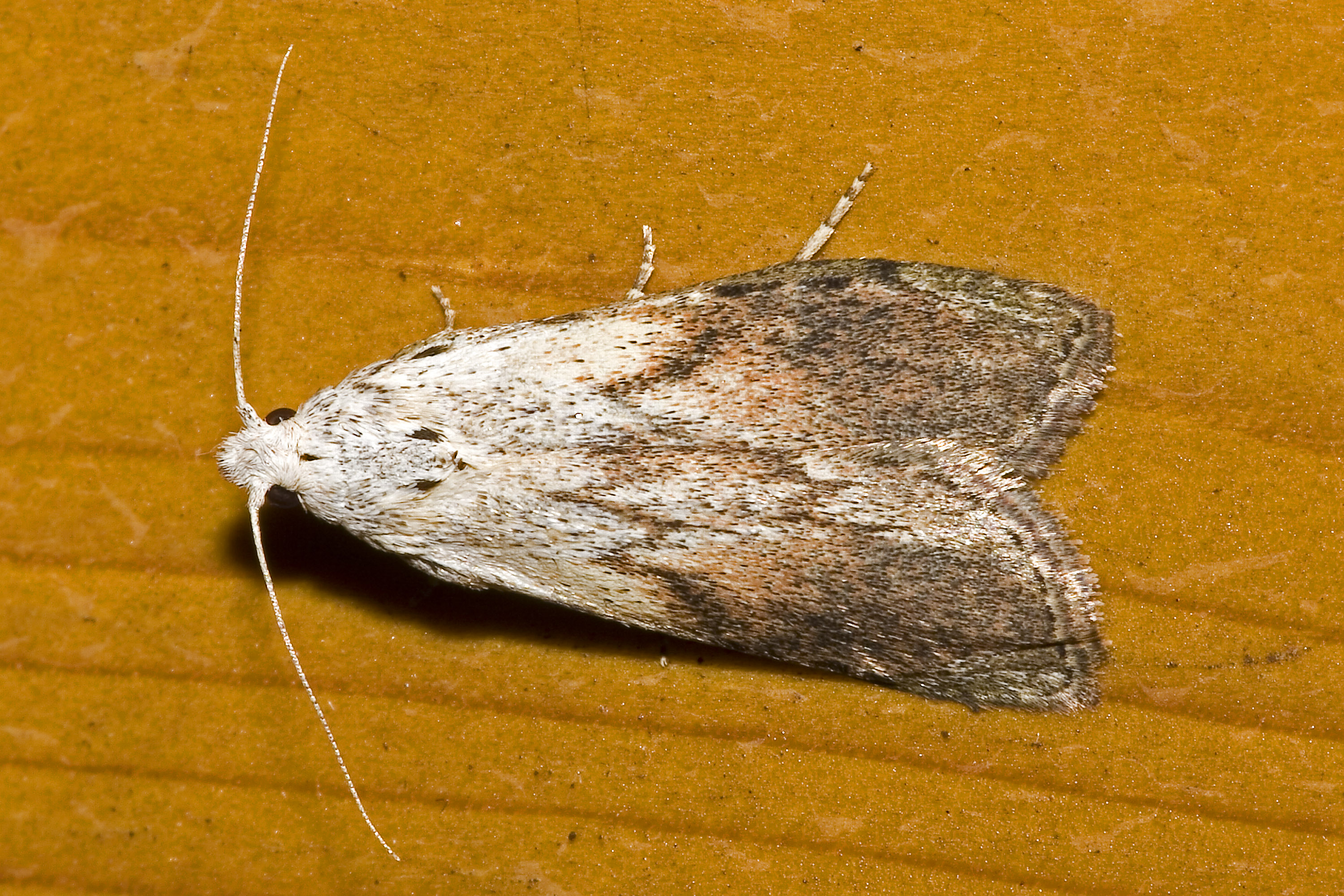
Aphomia sociella Hommelnestmot
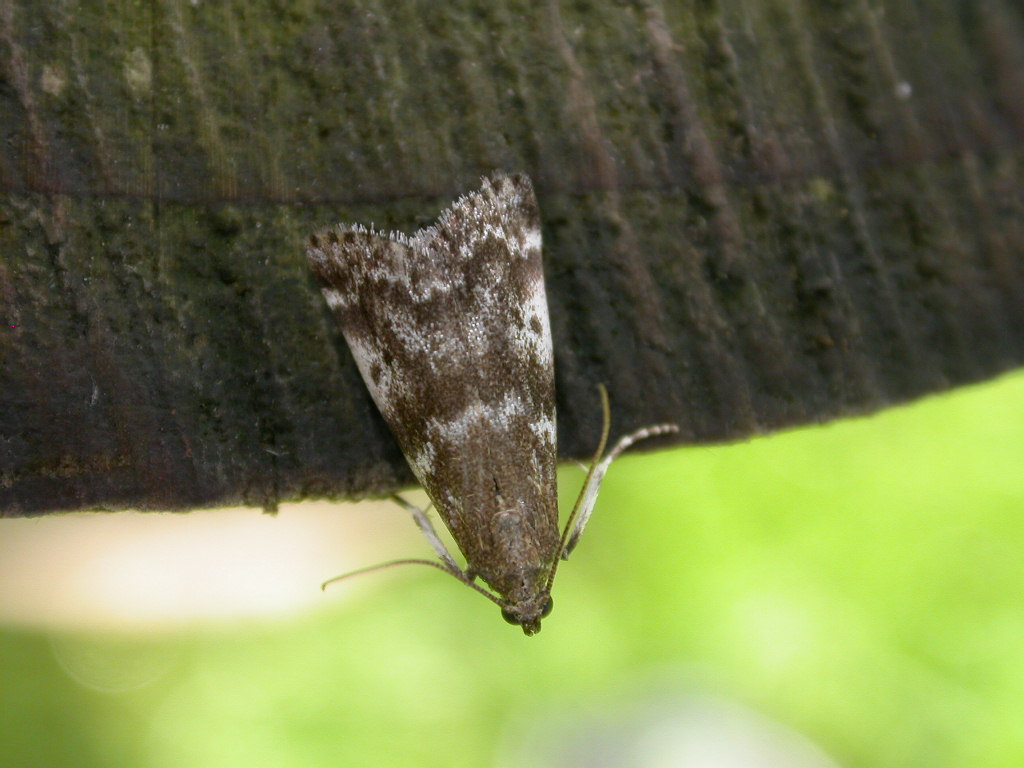
Assara terebrella
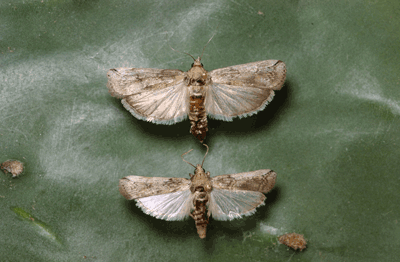
Cactoblastis cactorum
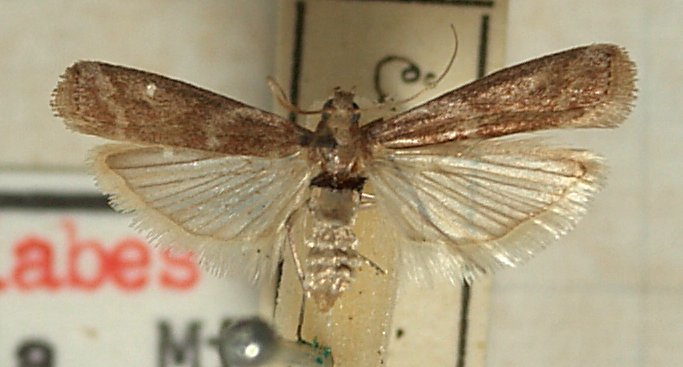
Cryptoblabes gnidiella
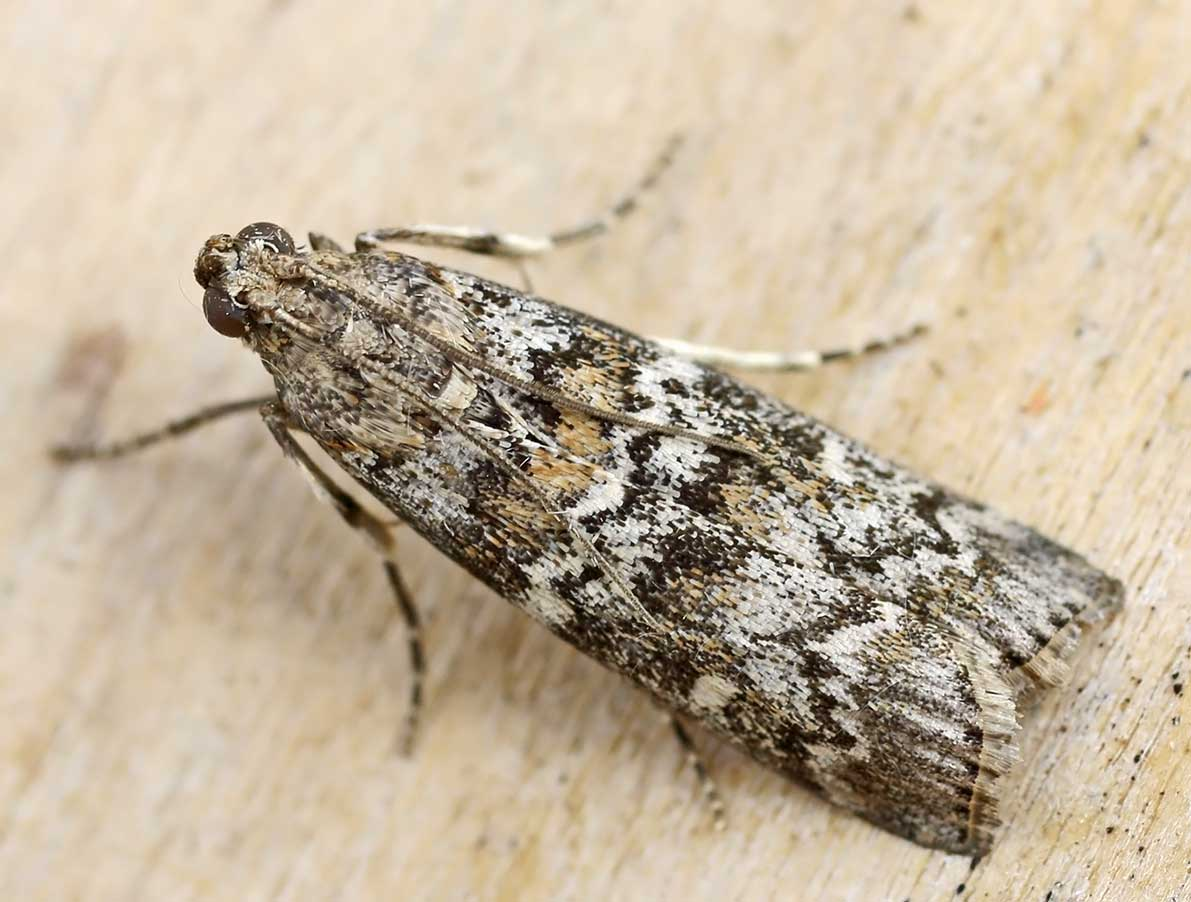
Dioryctria abietella Sparappelboorder
Dioryctria schuetzeella Donkere sparappelboorder
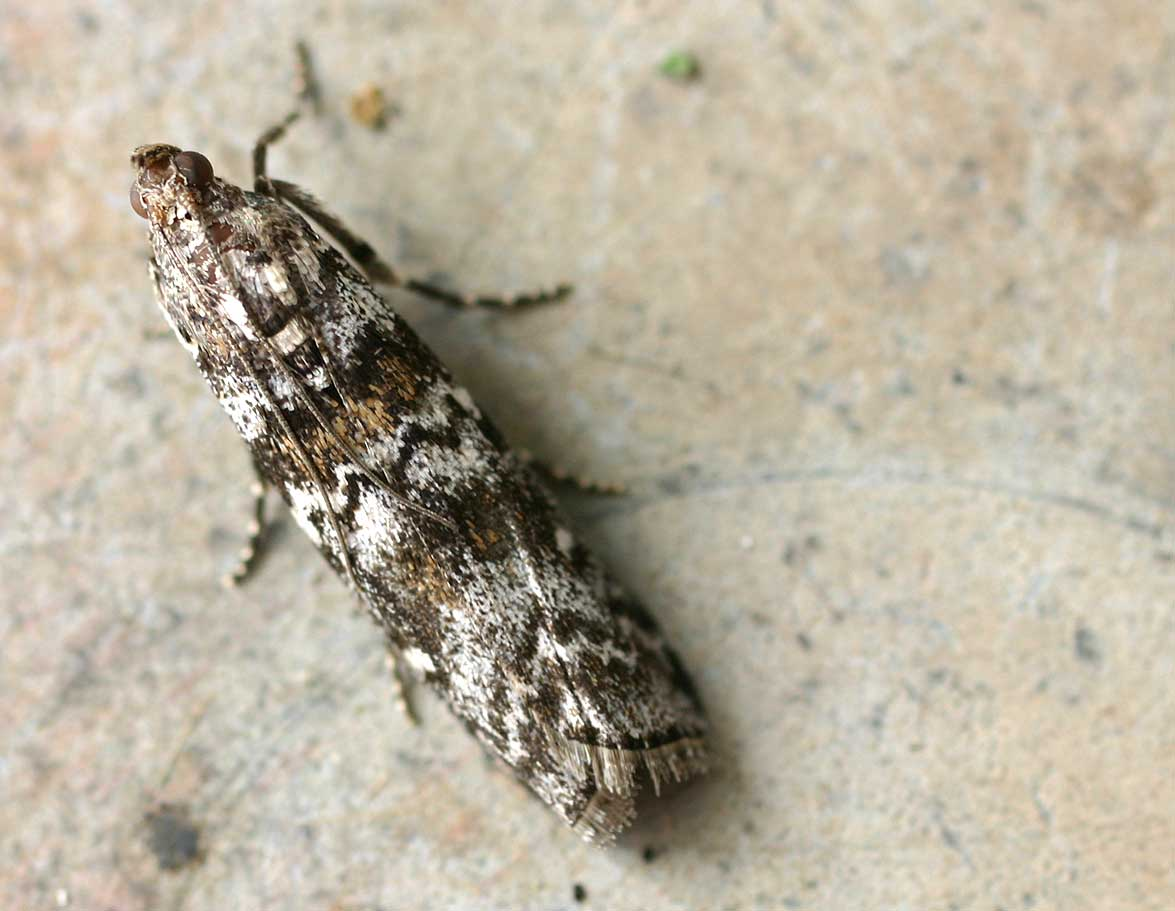
Dioryctria sylvestrella
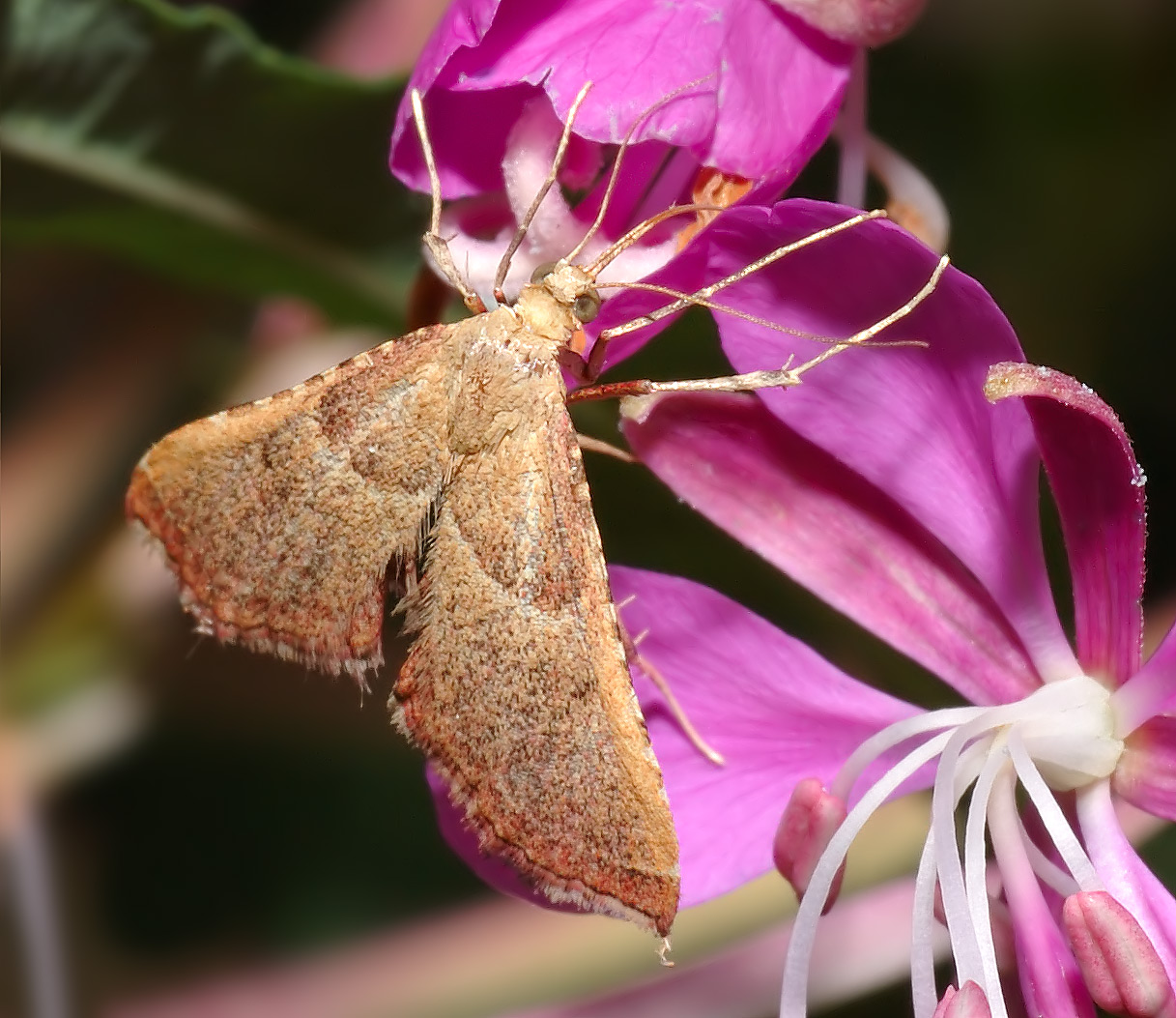
Endotricha flammealis
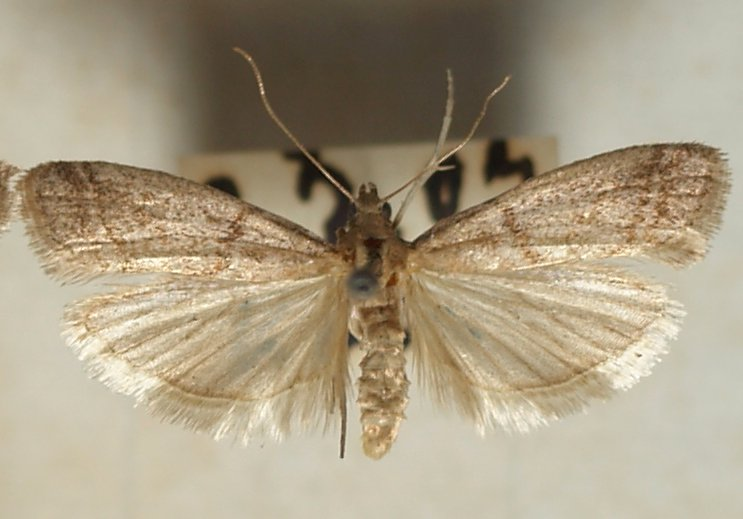
Ephestia elutella
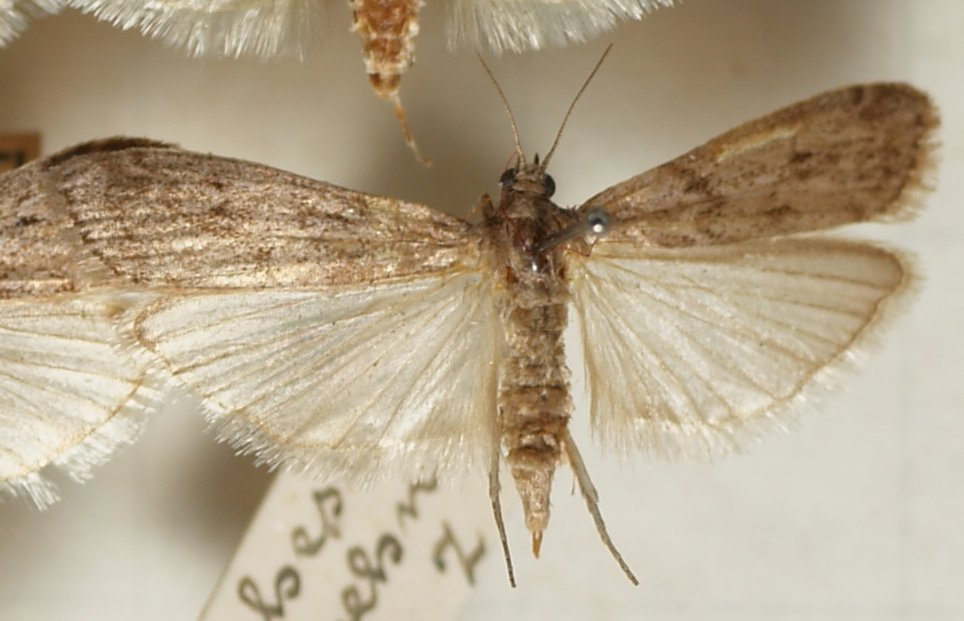
Ephestia kuehniella
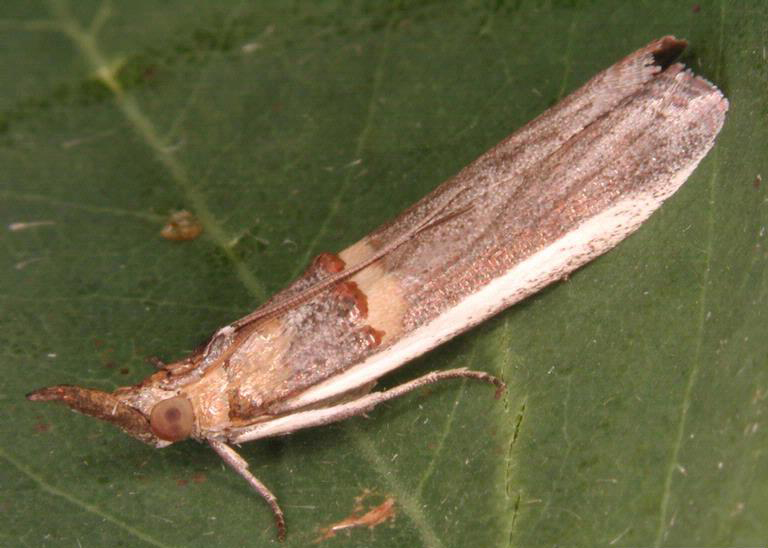
Etiella zinckenella
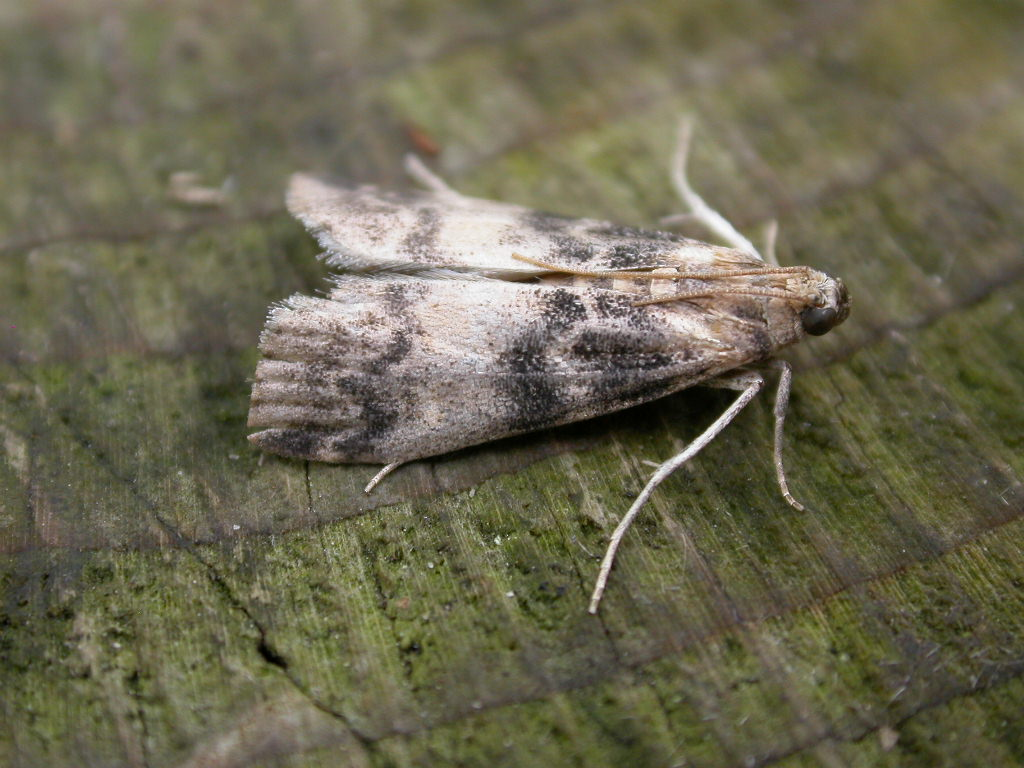
Euzophera pinguis
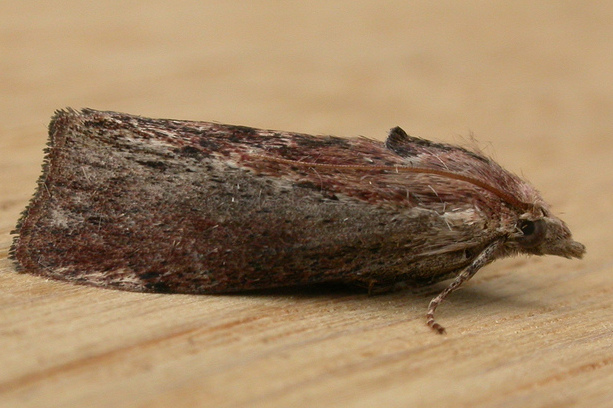
Galleria mellonella Grote wasmot
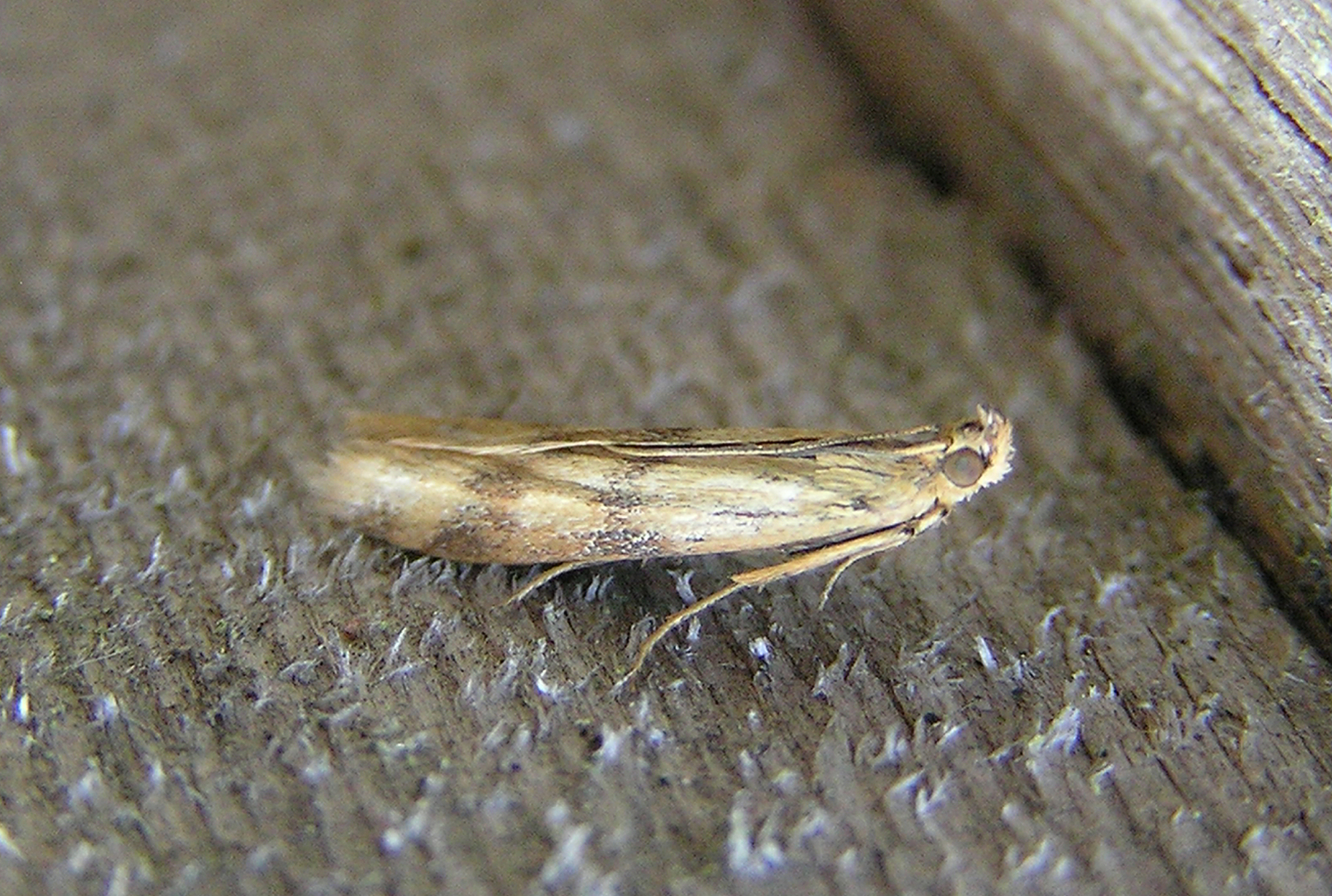
Homeosoma sinuella
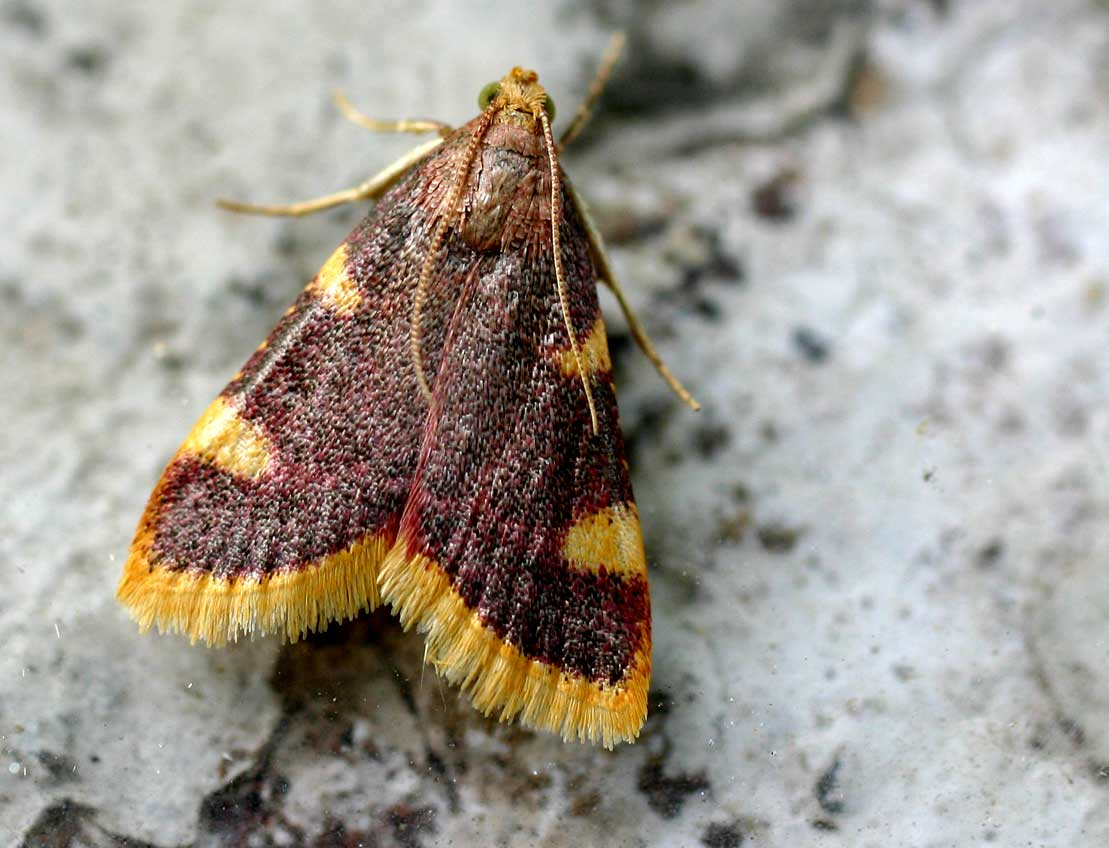
Hypsopygia costalis
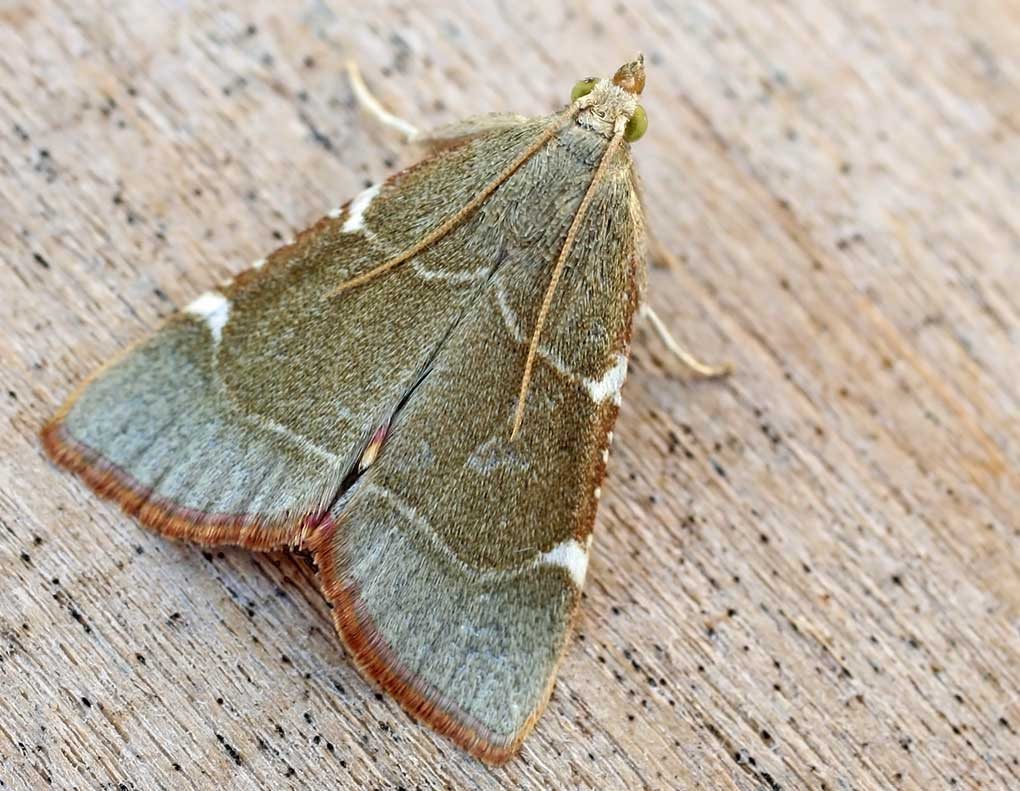
Hypsopygia fulvocilialis
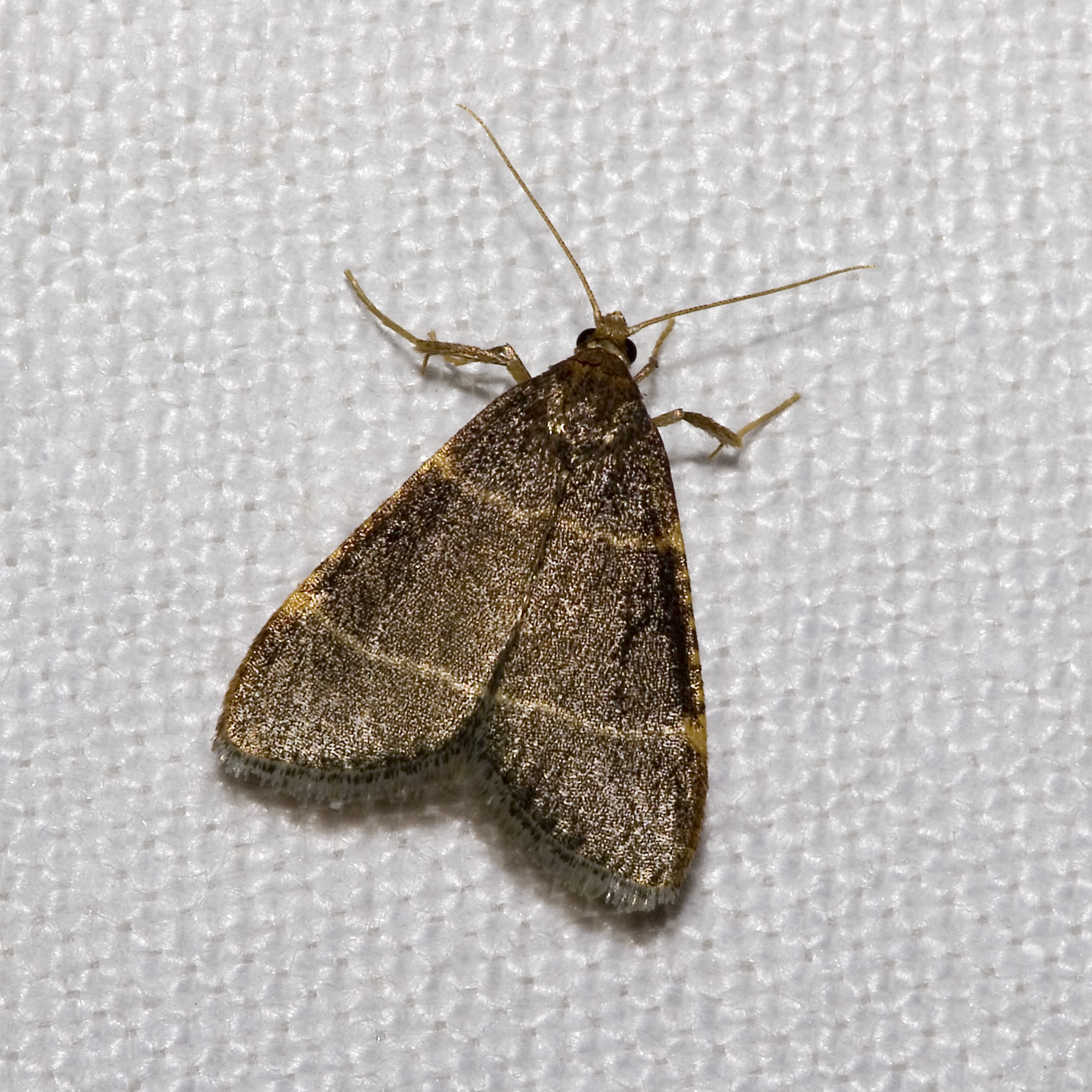
Hypsopygia glaucinalis
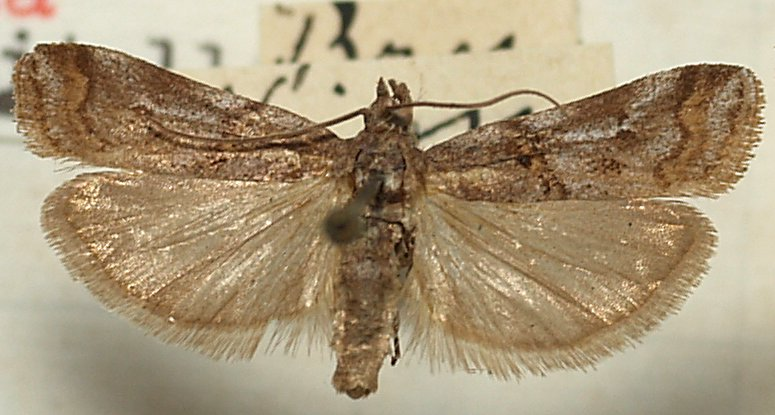
Khorassania compositella
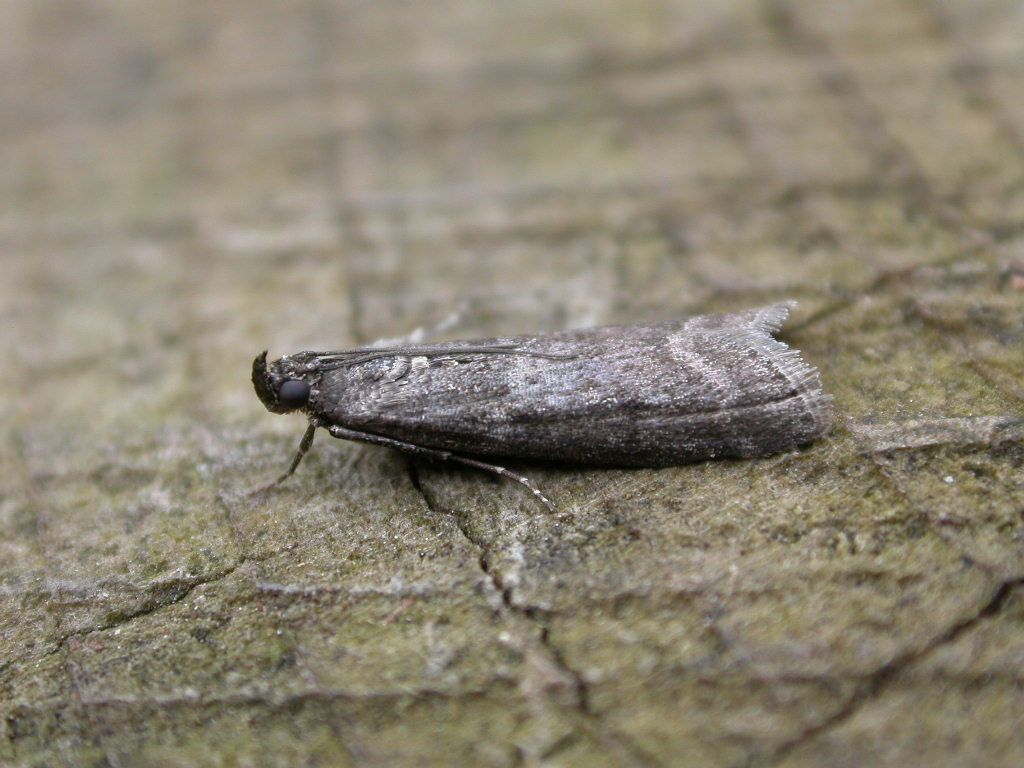
Matilella fusca
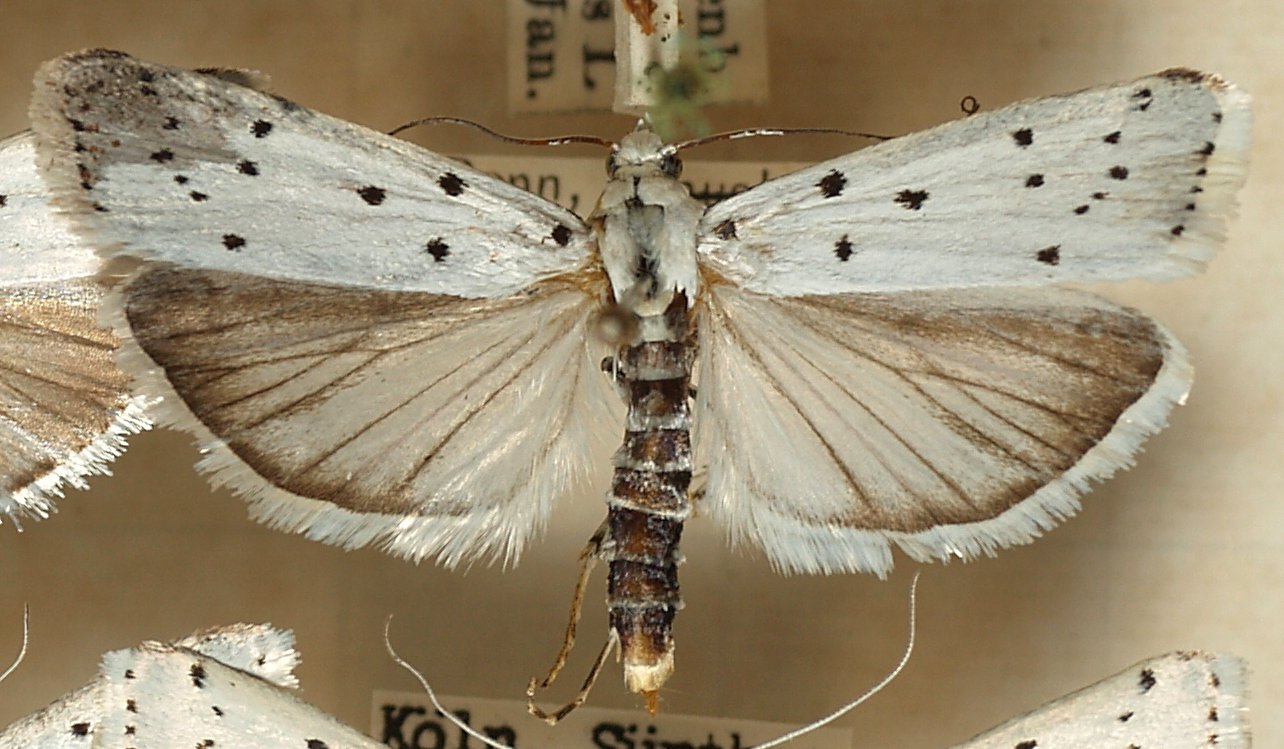
Myelois circumvoluta
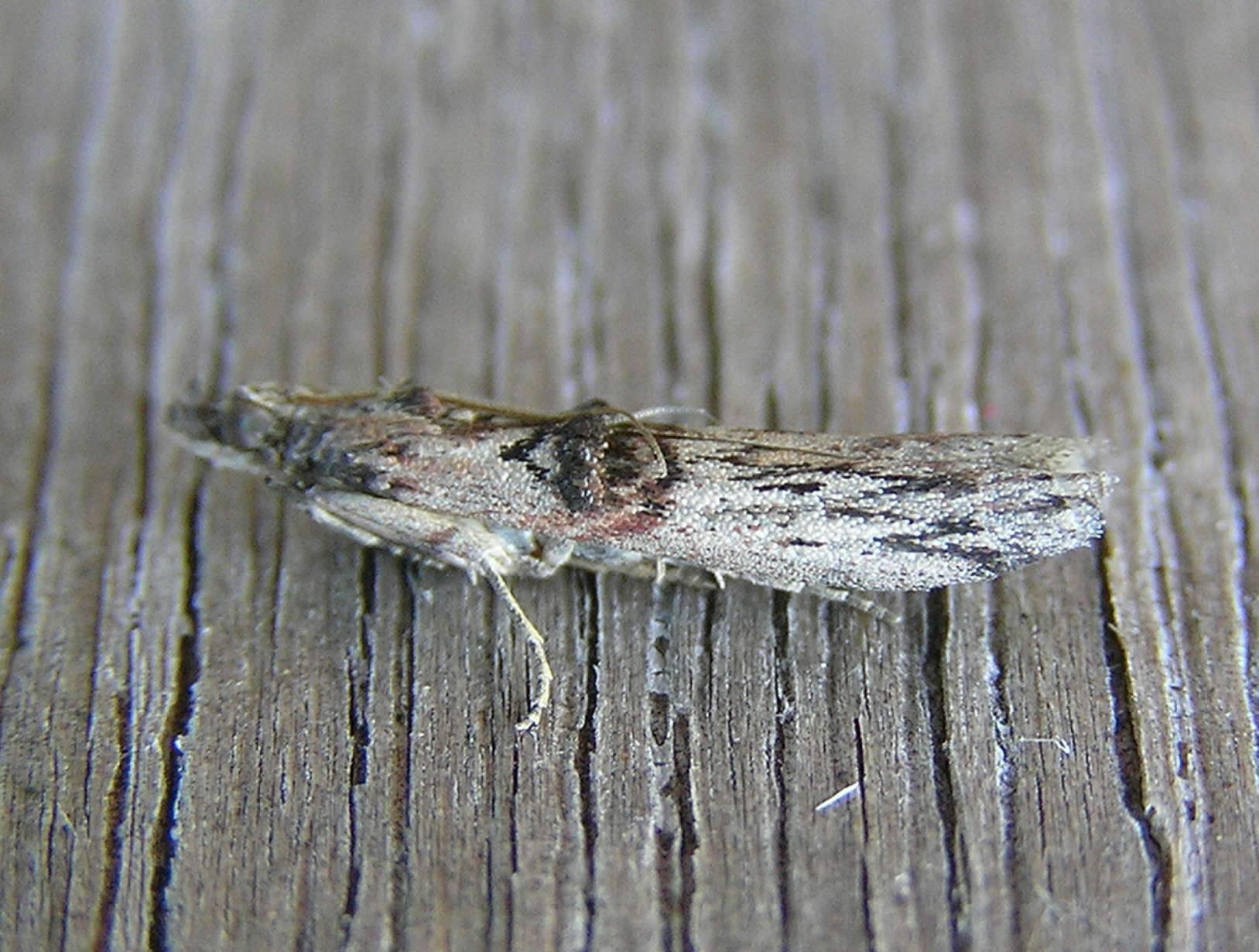
Nephopterix angustella
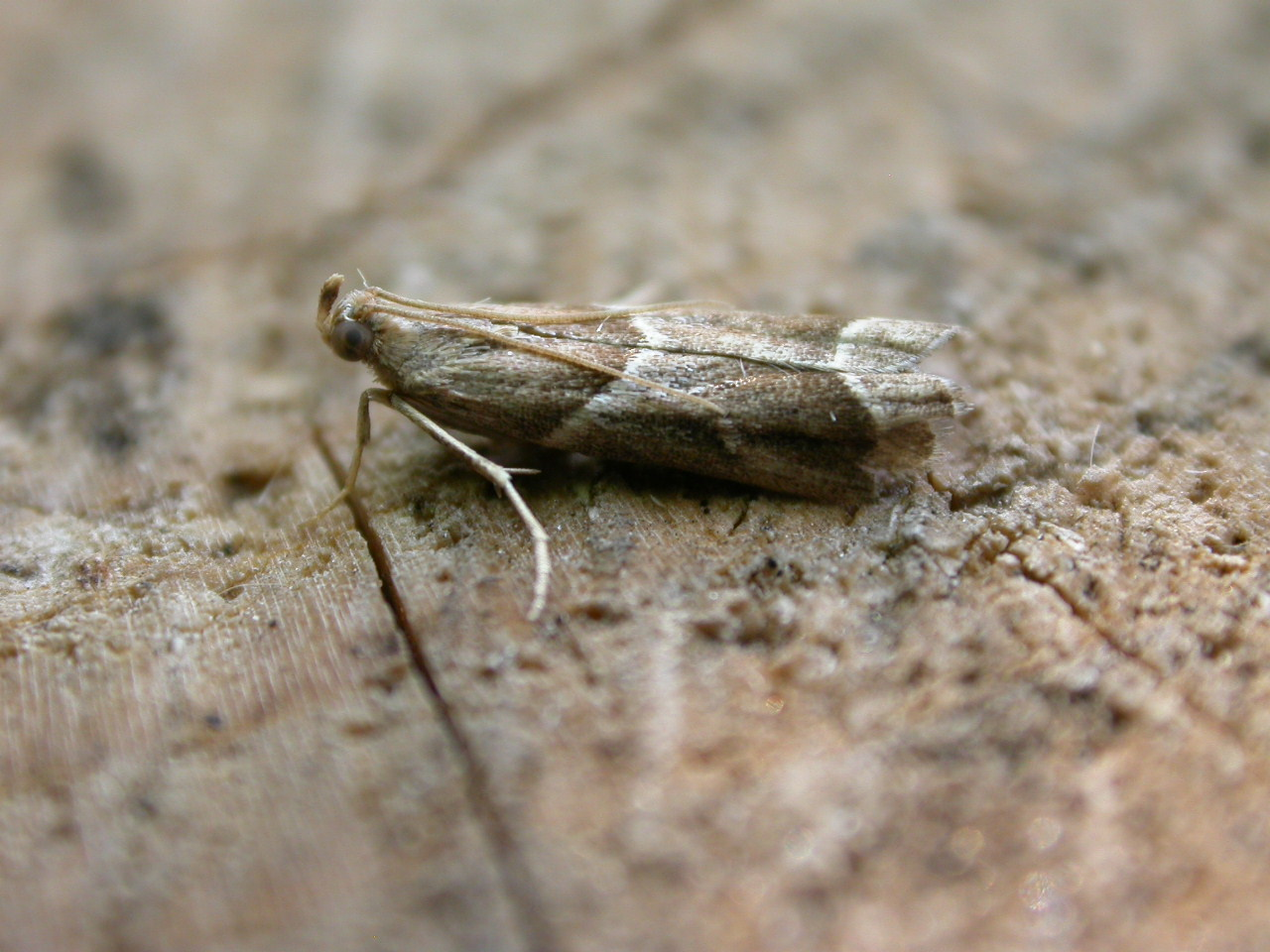
Nyctegretis lineana
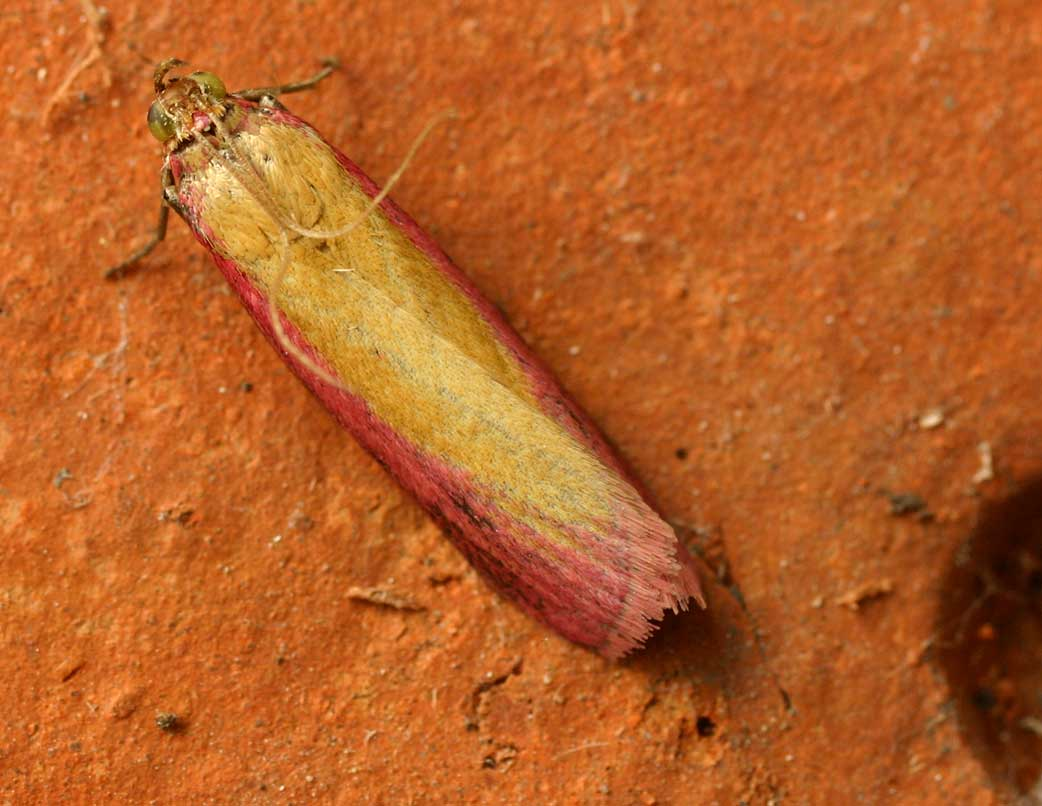
Oncocera semirubella
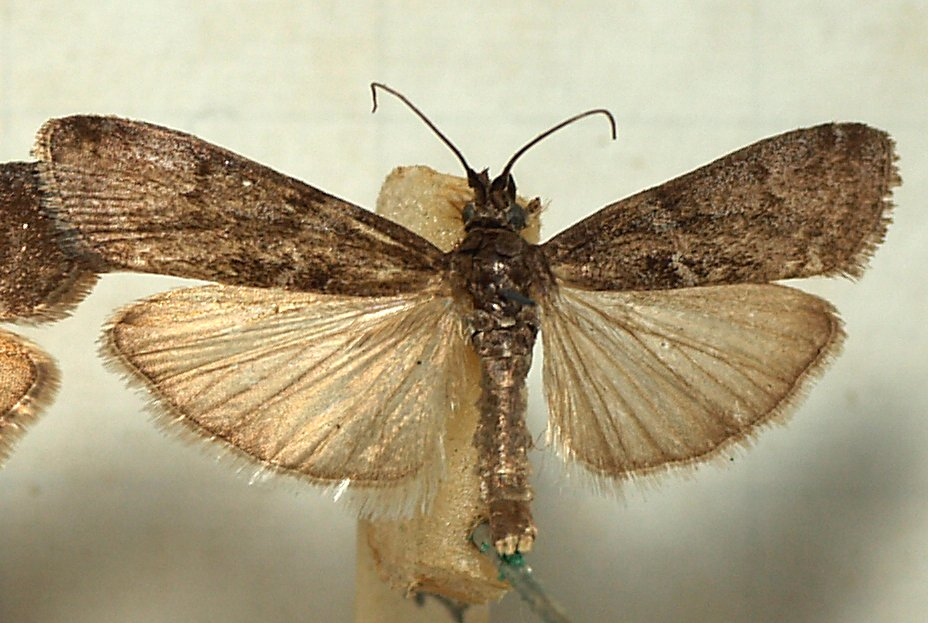
Ortholepis betulae
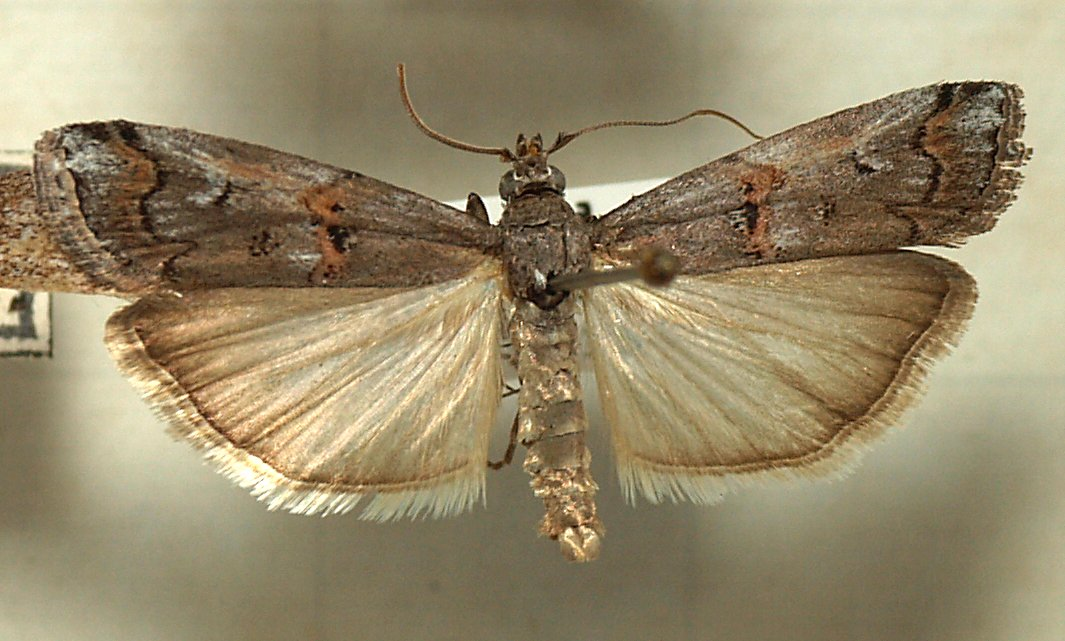
Pempelia palumbella
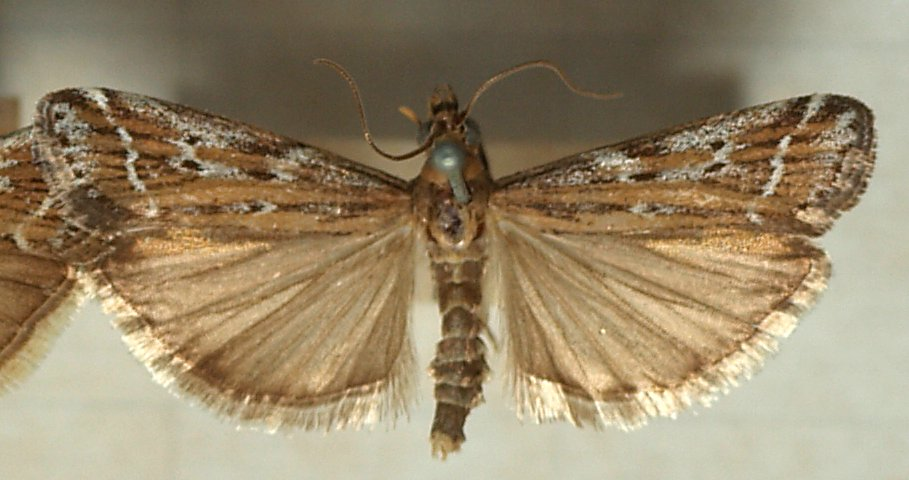
Pempeliella ornatella
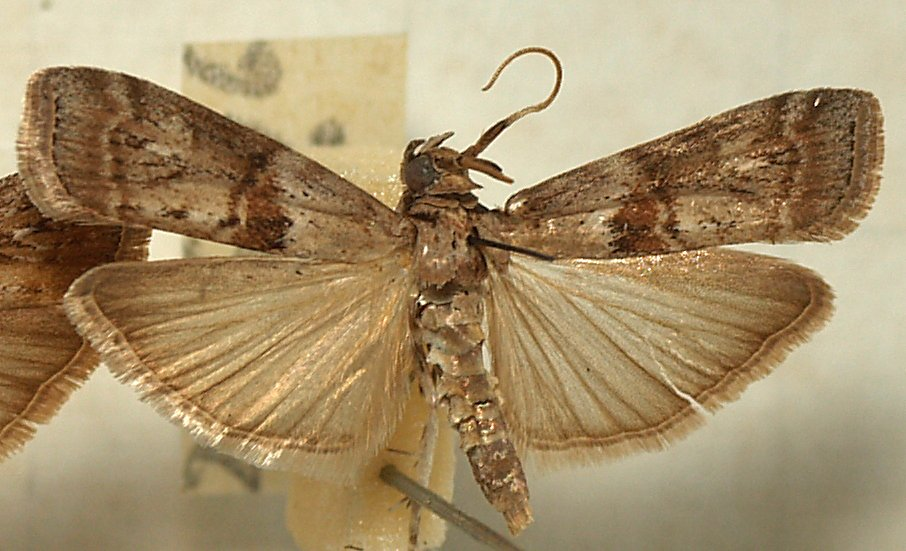
Phycita roborella
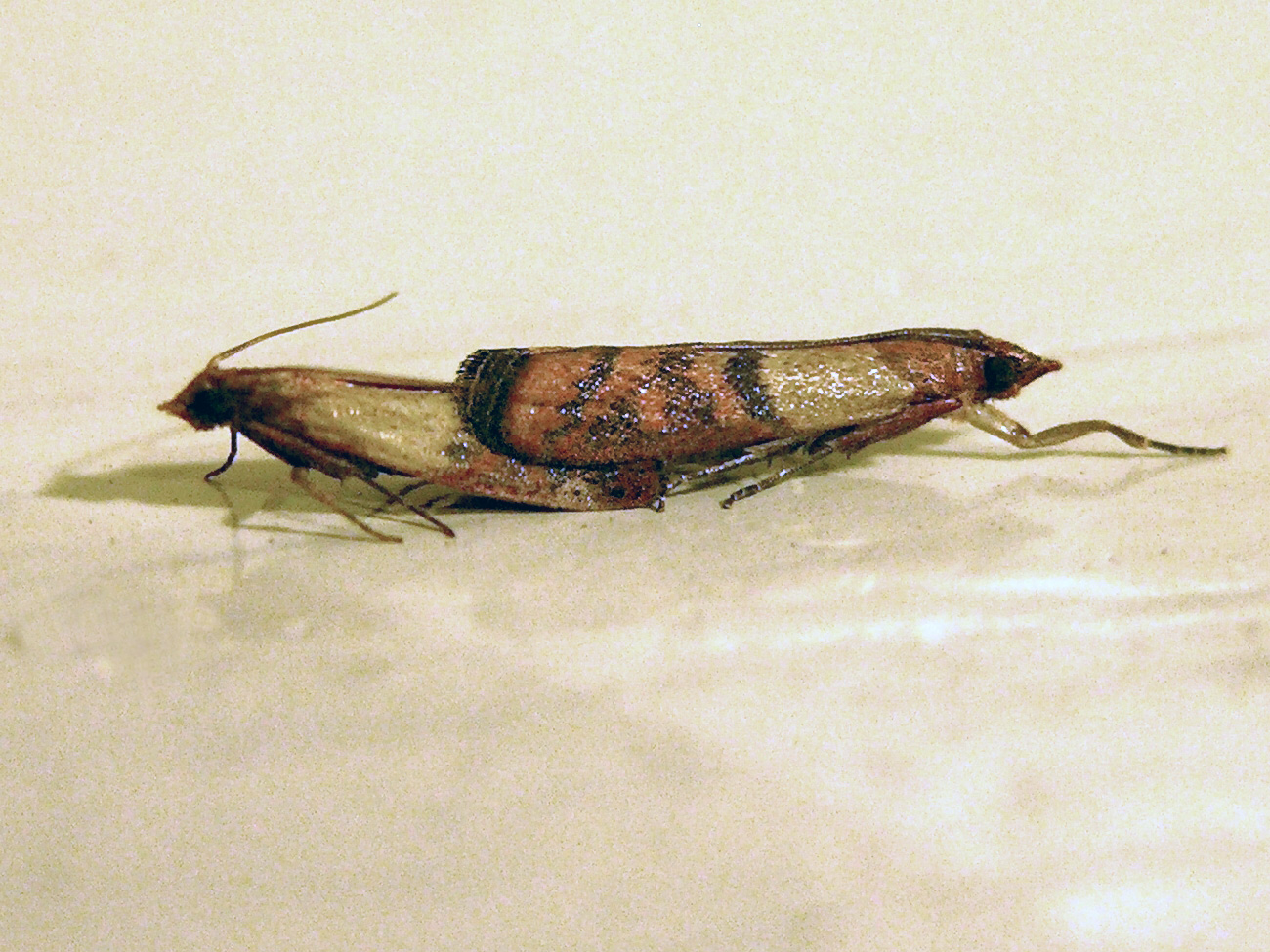
Plodia interpunctella Indische meelmot
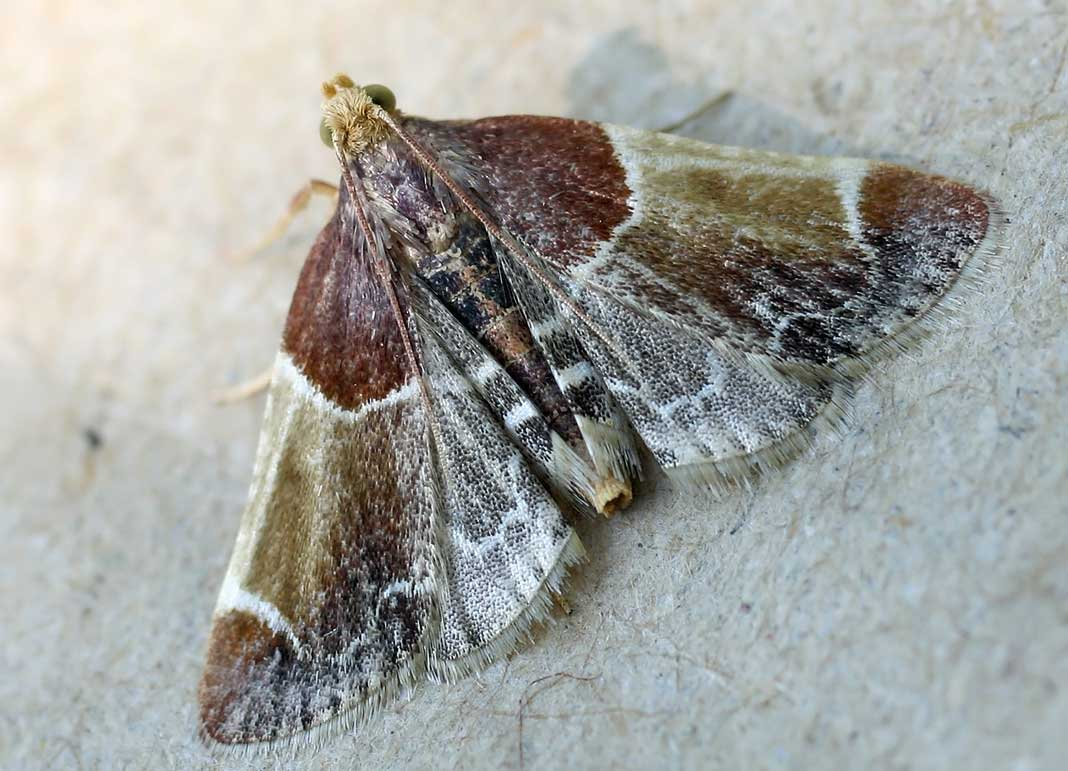
Pyralis farinalis
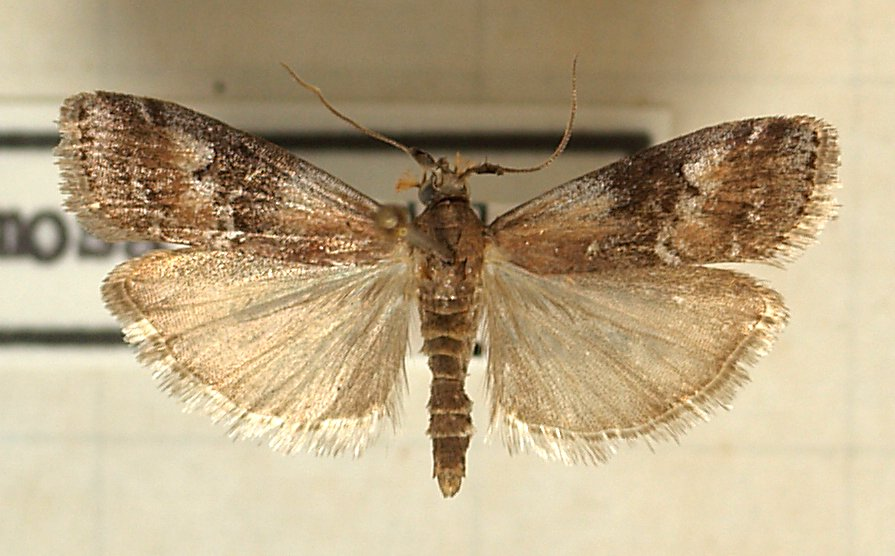
Rhodophaea formosa
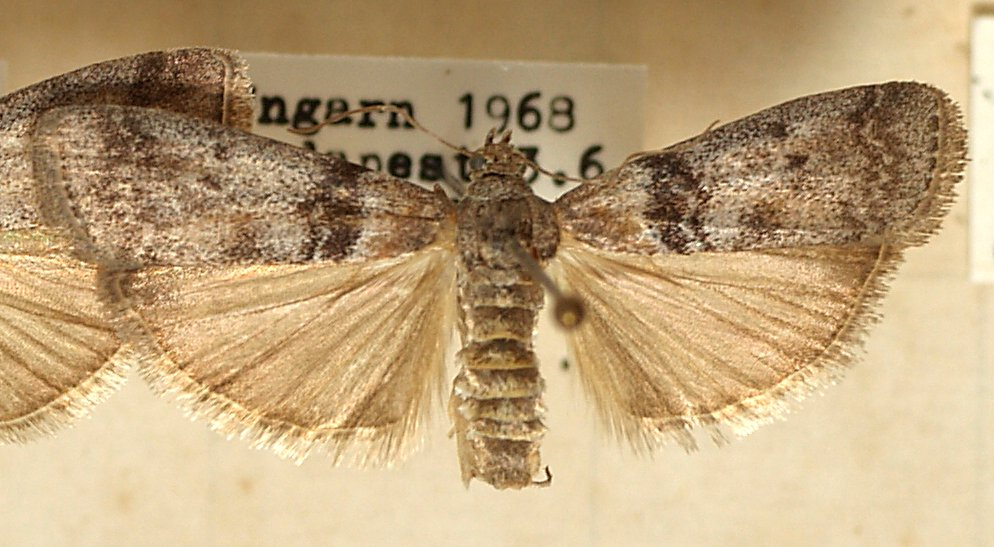
Sciota adelphella
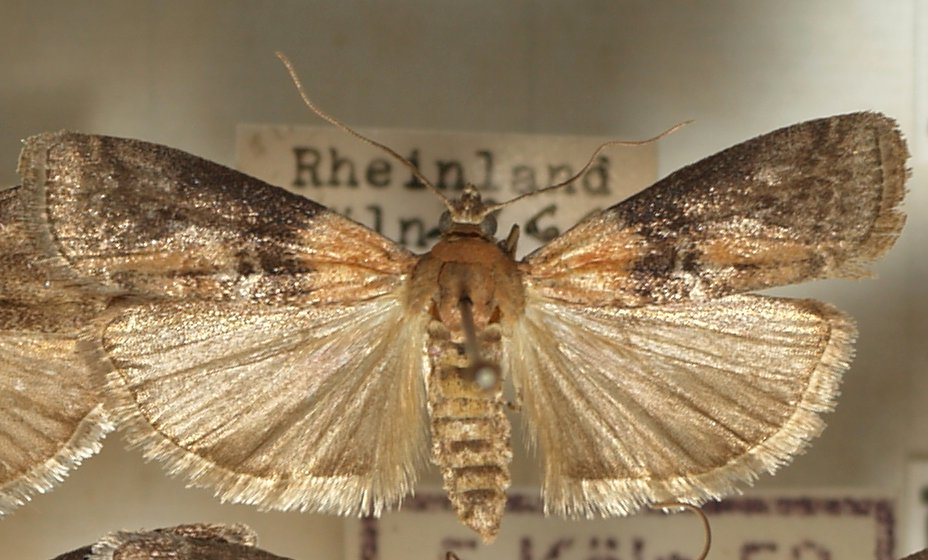
Sciota rhenella
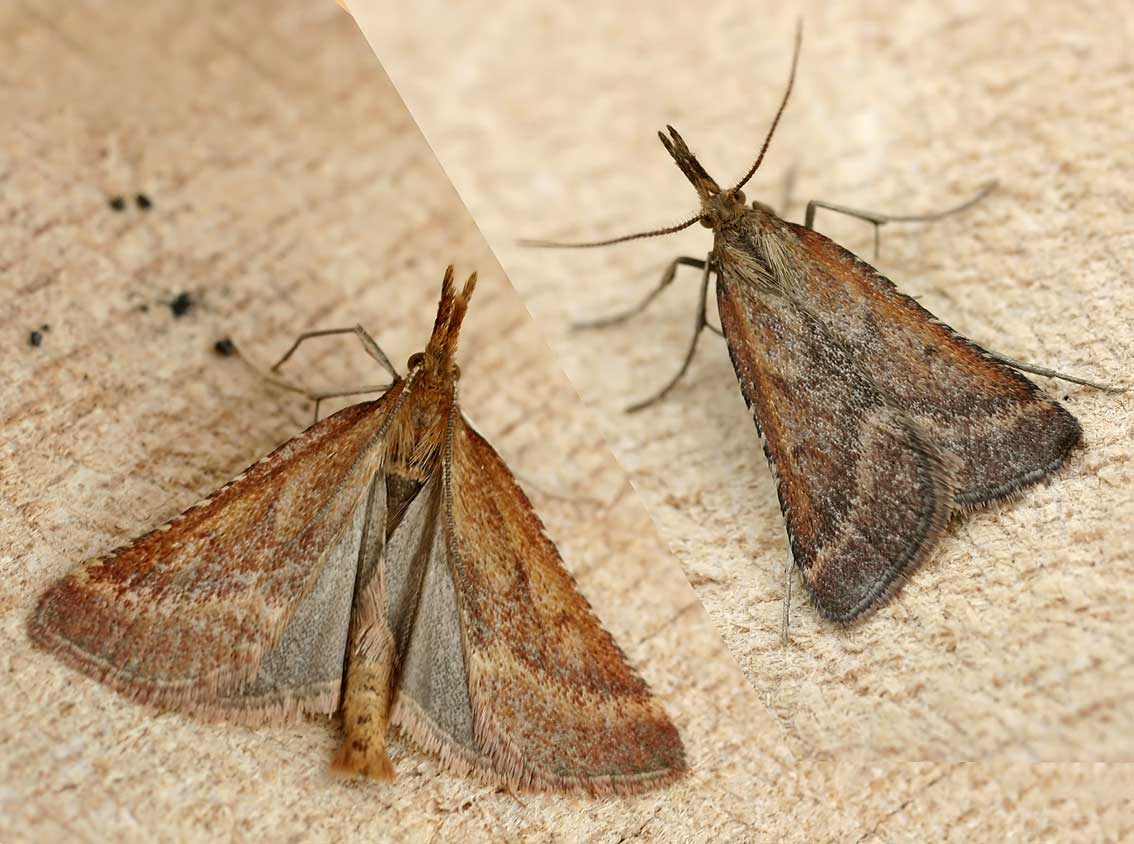
Synaphe punctalis